# Canalicchio (Catania)
Canalicchio (Cannalicchiu in dialetto catanese) è un quartiere di Catania di 8 113 abitanti (secondo i dati del censimento ISTAT del 2001) della zona settentrionale della città, facente parte della II Circoscrizione, risultata dall'accorpamento avvenuto nel 2013 delle ex IV e II Municipalità, che comprende anche i quartieri di Barriera del Bosco, Villaggio Cardinale Dusmet, Picanello, Ognina, San Giovanni li Cuti e Guardia.
Una parte del quartiere (quella delle vie Carnazza, Novaluce e Tivoli) appartiene al comune di Tremestieri Etneo, nonostante non sia contigua a questo Comune (vedi anche Canalicchio (Tremestieri Etneo)).

## Geografia fisica
Il quartiere confina a ovest con Barriera del Bosco, a nord con Balatelle di Sant'Agata li Battiati, a nord-est con l'enclave del Comune di Tremestieri Etneo chiamato anch'esso Canalicchio (che a sua volta confina a nord-est con Cerza di San Gregorio di Catania), a est con i quartieri Feudogrande e Villaggio Cardinale Dusmet - questi ultimi due siti a nord della Circonvallazione della città -, a sud-est con Picanello, a sud con i quartieri Chiuse della Carvana, Monserrato e Borgo, questi situati invece a sud della Circonvallazione, che in questo tratto prende il nome di viale Odorico da Pordenone e viale Marco Polo e a sud-ovest con il Parco Gioeni. 
Esso si sviluppa attorno alla Piazza I Viceré e alle vie Leucatia ad ovest e Nizzeti a sud, comprendendo quindi anche via Pietra dell'Ova, che arriva al Comune di San Giovanni la Punta e viale Mediterraneo, che si allaccia alla tangenziale nel Comune di San Gregorio. 
Il quartiere si trova a 70 metri s.l.m. nel punto più basso e a 220 metri s.l.m. in quello più alto.

## Origini del nome
Dal vocabolo latino canaliculus, cioè "piccolo canale", "canaletto", in quanto sono presenti i ruderi dell'acquedotto dei Benedettini.

## Storia
Già negli anni quaranta divenne sede di piccole sparse abitazioni e nei primi anni cinquanta vi vennero edificati un ambulatorio medico e una succursale dell'ufficio postale. 
Fino agli anni settanta la crescita rimase pressoché immutata, fin quando a Canalicchio fece la sua comparsa l'edilizia legale e, progressivamente, agli aranceti che caratterizzavano il territorio, si sostituirono le abitazioni e complessi residenziali. 
Durante la fine degli anni settanta e negli anni ottanta la crescita edilizia fu costante, e con essa anche quella della popolazione; quello che era un centro agricolo si trasformò in un vero e proprio quartiere residenziale. La posizione invidiabile, data la vicinanza al centro di Catania, rese ben presto Canalicchio una meta ambita; fu durante gli anni ottanta che si avvertì la necessità di fornire i servizi pubblici. 

## Monumenti e luoghi d'interesse

### Architetture religiose
- Chiesa di Santa Maria del Carmelo al Canalicchio, via Pietra dell'Ova, 294
- Chiesa di Nostra Signora di Lourdes, viale Odorico da Pordenone, 56
- Chiesa San Giovanni Apostolo, via vescovo Maurizio

### Architetture civili
Fu realizzata, tra il 1995 e il 1998, la Piazza I Viceré, collocata accanto al Castello della Leucatia, edificato nel 1911 da un ricco commerciante di origine ebrea. Durante la seconda guerra mondiale tutte le ville del terreno circostante furono requisite dalle forze armate naziste, quindi anche questo edificio seguì questo destino, diventando una sorta di roccaforte antiaerea. Avendo avuto la fortuna di non essere danneggiato dai bombardamenti, la sua esistenza continuò fino ai nostri giorni, e nel 1960 il comune ne deliberò l'acquisto anche se per più di mezzo secolo non dimostrò particolare interesse di utilizzo, facendo diventare la struttura rifugio di senzatetto. Finalmente, nel 2000 l'amministrazione comunale si assunse la responsabilità della ristrutturazione, sicché la struttura venne radicalmente rimessa a nuovo ed inaugurata nel 2001 destinandola a biblioteca e centro culturale dedicata al magistrato Rosario Livatino.

## Cultura

### Istruzione

#### Biblioteche
Nel quartiere è presente la biblioteca e centro culturale "Rosario Livatino".

#### Scuole
Sono presenti l'istituto comprensivo "Italo Calvino" e l'istituto di Studi Teologici "San Paolo".